# The Australian Sociological Association
The Australian Sociological Association (TASA) ist die wissenschaftliche Fachgesellschaft für Soziologie in Australien. Die TASA wurde 1963 als Sociological Association of Australia and New Zealand (SAANZ) gegründet und änderte 1988 den Namen TASA, weil die neuseeländischen Soziologen einen separaten Fachverband gegründet hatten.
Die TASA veranstaltet jährliche Konferenzen und gibt zwei Fachzeitschriften heraus: Das Journal of Sociology und Health Sociology Review.
Die TASA vergibt mehrere Preise und auch Stipendien. Sie ist „Kollektivmitglied“ der International Sociological Association (ISA).

## TASA-Präsidentschaften seit 1988
Seit der Trennung der australischen und neuseeländischen Fachverbände amtierten folgende TASA-Präsidenten:
- 2025–2026 Kim Humphrey[5]
- 2021–2024 Alphia Possamai-Inesedy
- 2017–2020 Dan Woodman
- 2015–2016 Katie Hughes
- 2013–2014 Jo Lindsay
- 2011–2012 Debra King
- 2007–2010 Michael Gilding
- 2005–2006 Roberta Julian
- 2002–2004 John Germov
- 1999–2002 Stephen Crook
- 1997–1998 Sharyn Roach Anleu
- 1995–1996 Bryan Turner
- 1993–1994 Ann Daniel
- 1991–1992 Katy Richmond
- 1989–1990 John Western